# Gunnar Nordins lopp
Gunnar Nordins lopp är ett travlopp för fyraåriga varmblodstravare som körs på Solvalla i Stockholm i Stockholms län varje år i december under samma tävlingsdag som Gösta Nordins lopp och Sören Nordins lopp. Det är ett minneslopp tillägnat Gunnar Nordin. Loppet körs över distansen 2140 meter med autostart. Förstapris är 100 000 kronor. Bland tidigare vinnare av loppet finns bland andra Zoogin (1994), Iceland (2008) och Beanie M.M. (2007).

## Vinnare
| År   | Häst               | Kusk              | Tränare               | Tid    |
| ---- | ------------------ | ----------------- | --------------------- | ------ |
| 2024 | Diva Ek            | Magnus A. Djuse   | Alessandro Gocciadoro | 1.12,8 |
| 2023 | Decision Maker     | Björn Goop        | Stefan Melander       | 1.14,2 |
| 2022 | Carl Halbak        | Magnus A. Djuse   | Mattias Djuse         | 1.15,5 |
| 2021 | Zeolit             | Erik Adielsson    | Jari Åkerfeldt        | 1.13,2 |
| 2020 | Global Adventure   | Erik Adielsson    | Svante Båth           | 1.13,7 |
| 2019 | Inti Boko          | Björn Goop        | Timo Nurmos           | 1.13,6 |
| 2018 | Eldorado B.        | Torbjörn Jansson  | Hans-Owe Sundberg     | 1.13,8 |
| 2017 | Disco Volante      | Ulf Ohlsson       | Stefan Melander       | 1.13,3 |
| 2016 | Globalsatisfaction | Ulf Ohlsson       | Timo Nurmos           | 1.14,3 |
| 2015 | Al's Winnermede    | Jorma Kontio      | Svante Ericsson       | 1.13,5 |
| 2014 | Rolex Bigi         | Jorma Kontio      | Markus B. Svedberg    | 1.14,3 |
| 2013 | Xena Brick         | Jorma Kontio      | Timo Nurmos           | 1.15,1 |
| 2012 | Bon Frecia         | Björn Goop        | Timo Nurmos           | 1.14,7 |
| 2011 | Barham Hanover     | Per Lennartsson   | Per Lennartsson       | 1.13,9 |
| 2010 | Never Again        | Örjan Kihlström   | Stefan Hultman        | 1.14,0 |
| 2009 | Vanessa du Ling    | Stefan Söderkvist | Timo Nurmos           | 1.14,6 |
| 2008 | Iceland            | Örjan Kihlström   | Stefan Melander       | 1.14,7 |
| 2007 | Beanie M.M.        | Torbjörn Jansson  | Morten Waage          | 1.15,3 |
| 2006 | Smashing Klipp     | Hans-Owe Sundberg | Hans-Owe Sundberg     | 1.14,8 |